# Burnet
Burnet è un centro abitato degli Stati Uniti d'America, situato nella contea di Burnet (di cui è capoluogo) dello Stato del Texas.
Sia la città che la contea devono il nome a David G. Burnet (1788–1870), il primo (provvisorio) presidente della Repubblica del Texas.

## Geografia fisica
Secondo lo United States Census Bureau, ha un'area totale di 6,8 miglia quadrate (18 km²).

## Società

### Evoluzione demografica
Secondo il censimento del 2000, c'erano 4,735 individuals, 1.661 nuclei familiari, e 1.114 famiglie residenti nella città. La densità di popolazione era di 693,1 persone per miglio quadrato (267,7/km²). C'erano 1.813 unità abitative a una densità media di 265,4 per miglio quadrato (102,5/km²). La composizione etnica della città era formata dall'83,80% di bianchi, il 5,32% di afroamericani, l'1.20% di nativi americani, lo 0,49% di asiatici, lo 0,04% di isolani del Pacifico, il 7,77% di altre razze, e l'1.37% di due o più etnie. Ispanici o latinos di qualunque razza erano il 18,97% della popolazione.
C'erano 1.661 nuclei familiari di cui il 31,7% avevano figli di età inferiore ai 18 anni, il 49,3% erano coppie sposate conviventi, il 14,1% aveva un capofamiglia femmina senza marito, e il 32,9% erano non-famiglie. Il 28,8% di tutti i nuclei familiari erano individuali e il 16,4% aveva componenti con un'età di 65 anni o più che vivevano da soli. Il numero di componenti medio di un nucleo familiare era di 2,46 e quello di una famiglia era di 3,00.
La popolazione era composta dal 23,9% di persone sotto i 18 anni, il 9,5% di persone dai 18 ai 24 anni, il 29,9% di persone dai 25 ai 44 anni, il 17,8% di persone dai 45 ai 64 anni, e il 18,8% di persone di 65 anni o più. L'età media era di 37 anni.
Il reddito medio di un nucleo familiare era di 27.093 dollari, e quello di una famiglia era di 37.604 dollari. I maschi avevano un reddito medio pro capite di 25.663 dollari contro i 17.163 dollari delle femmine. Il reddito medio pro capite era di 13.749 dollari. Circa l'11,8% delle famiglie e il 14,7% della popolazione erano sotto la soglia di povertà, incluso il 18,1% di persone sotto i 18 anni e il 15,2% di persone di 65 anni o più.